# Irina Kormyschewa
Irina Kormyschewa (kasachisch Ирина Кормышева; * 22. Juli 1976) ist eine ehemalige kasachische Freestyle-Skierin.

## Werdegang
Kormyschewa, die zunächst in den Buckelpisten-Disziplinen Moguls und Dual Moguls und in Saison 2002/03 auch in der Disziplin Skicross startete, nahm von 1996 bis 2002 an 12 Weltcups teil und erreichte bei ihren letzten Weltcup im November 2002 in Tignes mit dem 11. Platz im Skicross ihre beste Platzierung. Bei den Olympischen Winterspielen 1998 in Nagano belegte sie den 26. Platz im Moguls und bei den Weltmeisterschaften 2001 in Whistler den 20. Platz im Moguls sowie den 17. Rang im Dual Moguls. Letztmals international startete sie bei den Winter-Asienspielen 2003 in der Präfektur Aomori, wobei sie die Silbermedaille im Moguls gewinnen konnte.

## Erfolge

### Olympische Spiele
- 1998 Nagano: 26. Platz Moguls

### Weltmeisterschaften
- 2001 Whistler: 17. Platz Dual Moguls, 20. Platz Moguls

### Winter-Asienspiele
- 2003 Aomori: 2. Platz Moguls

### Weltcup-Gesamtplatzierungen
| Saison  | Gesamt | Gesamt | Moguls | Moguls | Dual Moguls | Dual Moguls | Skicross | Skicross |
| Saison  | Punkte | Platz  | Punkte | Platz  | Punkte      | Platz       | Punkte   | Platz    |
| ------- | ------ | ------ | ------ | ------ | ----------- | ----------- | -------- | -------- |
| 1997/98 | 3      | 111.   | 16     | 42.    | 4           | 33.         | -        | -        |
| 2000/01 | 3      | 67.    | 12     | 37.    | -           | -           | -        | -        |
| 2002/03 | 20     | 74.    | -      | -      | -           | -           | 60       | 25.      |